# Športový Klub Slovan Bratislava
O ŠK Slovan Bratislava (Športový Klub Slovan Bratislava) é um clube de futebol da Eslováquia, da cidade de Bratislava. Têm como cores o azul e o branco, e como maior conquista uma Taça das Taças, em 1969, vencendo o Barcelona na final, sendo também o maior campeão nacional e disputando os seus jogos com mando de campo em moderno estádio próprio para 22.500 pessoas.

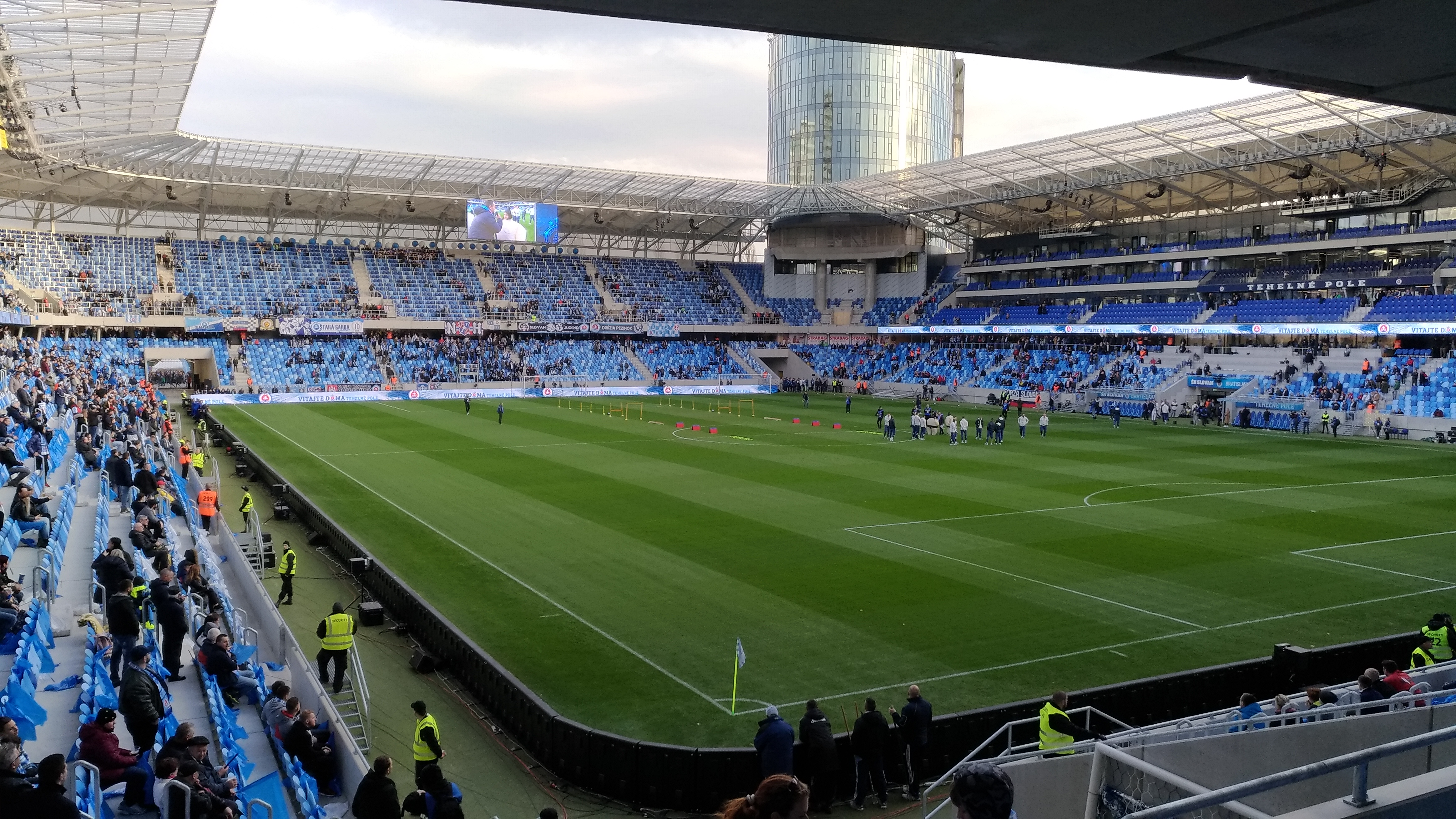
Estádio do Slovan Bratislava para 22.500 pessoas.

## Filial brasileira
Em 2004 o clube abriu uma filial no município brasileiro de Paulínia (SP), mas por razões desconhecidas o projeto não foi levado adiante.

## Títulos
| INTERNACIONAIS | INTERNACIONAIS           | INTERNACIONAIS | INTERNACIONAIS |
|                | Competição               | Títulos        | Épocas |
| -------------- | ------------------------ | -------------- | --- |
|                | Recopa Europeia da UEFA  | 1              | 1968/69 |
| NACIONAIS      |                          |                | |
|                | Competição               | Títulos        | Épocas |
|                | Campeonato Eslovaco      | 23             | 1926, 1927, 1930, 1932, 1940, 1941, 1942, 1944, 1994, 1995, 1996, 1999, 2009, 2011, 2013, 2014, 2019, 2020, 2021, 2022, 2023, 2024, 2025 |
|                | Copa da Eslováquia       | 17             | 1970, 1972, 1974, 1976, 1982, 1983, 1989, 1994, 1997, 1999, 2010, 2011, 2013, 2017, 2018, 2020, 2021                                     |
|                | Supercopa Eslovaca       | 4              | 1994, 1996, 2009, 2014 |
|                | Campeonato Tchecoslovaco | 8              | 1949, 1950, 1951, 1955, 1970, 1974, 1975 e 1992                                                                                          |
|                | Copa da Tchecoslováquia  | 5              | 1962, 1963, 1968, 1974 e 1982 |
|                | Total                    | 57             | 1 Internacionais e 56 Nacionais |

## Elenco atual
Última atualização: 13 de maio de 2025.